# 世界デザイン博覧会
世界デザイン博覧会（せかいデザインはくらんかい）とは、1989年（平成元年）7月15日から11月26日までの4か月間、愛知県名古屋市内の3会場で開催された博覧会である。略称は「デザイン博」・「デ博」。マスコットは「デポ」（芋虫やヘビなどではなく『創造の子』）。

## 概要

### 経緯
1989年（昭和64年・平成元年）は、1889年（明治22年）に全国で市制が敷かれてから38都市が一斉に100周年を迎える年であった。それらの都市では100周年の記念事業が企画され、その多くの都市が中心行事として博覧会を開催することになった。
1981年（昭和56年）に、1988年（昭和63年）のオリンピック誘致に失敗していた名古屋市を始めとする関連自治体は代替のイベント開催を模索していた。1981年12月25日に建築家の黒川紀章や名古屋大学経済学部の飯田経夫ら名古屋市出身及び名古屋市にゆかりの深い学者や文化人のグループらが、1989年の市制施行100周年を迎える名古屋市に対して「世界環境博（エコ・シティ’89）」の博覧会を開催する様に提言した事に始まる。黒川らの環境博の提言の下書きの元となったのは名城大学の池田芳一教授が誘致失敗した名古屋オリンピック構想に代わる目玉として同年にまとめた緑のオリンピック「グリーンピア’89」構想であった。環境博は「緑」「動物」「住宅」「省エネルギー」などをテーマに新しい都市環境のあり方について人類の英知を結集しようと言うもので、会場は名古屋城や久屋大通、白川公園、大須などを含む都心部、庄内川緑地、瑞穂競技場、金城ふ頭など市内全域とし、テーマごとに独立した七つの博覧会（緑の博覧会、動物の博覧会、住宅の博覧会、省エネの博覧会、観光の博覧会、地場産業の博覧会、福祉産業の博覧会）の他、開催までの1982年から1988年まではプレ環境博と位置付け、世界映画祭や演劇祭やファッションショーなどのイベントを中心にグリーン・ライフ運動を推進すると言うものであった。「ゆとりとうるおいのあるまちづくり」をスローガンに名古屋市の「白い街」のイメージから「グリーン・シティ」への脱皮を目指していた市の基本計画にも合致すると本山政雄市長ら市当局側もこの世界環境博の博覧会の企画の提言に優れた企画と評価し強い関心を寄せていた。名古屋市は100年で工業都市として大きく成長し、今後100年を展望するにあたりソフト面の強化を見出した。そこで、デザインに関する世界的なイベントの誘致を考え、1985年（昭和60年）のワシントンで、1989年（昭和64年・平成元年）の世界デザイン会議（工業デザイン部門）の誘致に成功、100周年記念事業の中心となるイベントとして「世界デザイン博覧会（仮称）」が公表された。内容は固まっていないが名古屋市は21世紀を展望した地場産業を中心とした最新の産業デザインの展示を考えていた。そして名古屋市は100周年記念事業として、堀川や白鳥や名古屋城、名古屋港など再開発や整備し、世界デザイン博覧会を切っ掛けに、名古屋市の都市として魅力度上昇に繋げたいと考えていた。また、当時の名古屋市には、適当な場所に大規模な用地が確保できなかったため、会場の分散策が取られた。
博覧会のテーマは「ひと・夢・デザイン───都市が奏でるシンフォニー」。協会理事長にトヨタ自動車会長加藤誠之、総合プロデューサーには GKデザイングループ会長榮久庵憲司が招聘された。会期中（1989年10月18日 - 10月21日）には、本博覧会のきっかけともなった「世界インダストリアル・デザイン会議（世界デザイン会議）」が同時開催されている（後述）。

### 開催・結果
開催前は入場券の売り上げが芳しくなく、理事長の加藤が自ら売り歩くなどを行っていたものの、3会場合わせた入場者数は、名古屋市内の町内会・各種学校へのチケット販売を推進したうえ、秋以降に入場者数が伸び悩んだときには、予定外の夜間開場に踏み切るなど血を吐くような努力の末に、目標の1,400万人を上回る約1,518万人に達し、約2億1000万円の黒字を残す「もっとも成功した地方博」と地元ローカル紙が讃えているが、その額は同じ時期に開催された福岡市のアジア太平洋博覧会の黒字額22億円の10分の1にも満たず、入場者数は"地方博史上最大の成功例"『神戸ポートアイランド博覧会』の後塵を拝した。
しかも、後に博覧会自体は約8億2600万円の赤字だったということ、その穴埋めのため名古屋市が世界デザイン博覧会協会から物品や施設を約10億2600万円で購入していたことが発覚した。名古屋城会場で使用された『本丸ステージ』が撤去運搬費含め7900万円、一個4万円もする『喫煙所の灰皿』が436個、『6万円のゴミ箱』1111個が市に買い上げられた他、一本約83万円の『女王ヤシ』、一本232万円の『タブノキ』、一本60万円の『ココヤシ』といった熱帯性植物も市が買い取って市営公園に移植したのだが、冬に降雪を記録するほどの名古屋で屋外生育などできるわけなどなく、すぐに枯死してしまった。
なお、名古屋市民オンブズマンが当時の名古屋市長の西尾武喜らに購入費の返還を求めた住民訴訟では、名古屋高裁は「基本財産と入場料収入等だけでは賄いきれない費用については、名古屋市において負担すべき義務があったものと解するのが相当である」とし、2007年4月27日付けで名古屋市民オンブズマン側の敗訴が確定している。
メインテーマ館の白鳥センチュリープラザは、期間終了後の1990年に名古屋国際会議場として再整備された。また、ナディアパークはこの博覧会に合わせて発表された「デザイン都市宣言」に含まれる、国際デザインセンター事業の一環で建設されたものである。

## 各会場の概要
●白鳥会場
- 場所：熱田区白鳥公園
- テーマ：「21世紀との遭遇」
- 面積：26ha[1]
- 入場者数：約752万人[1]

■名古屋城会場
- 場所：中区名古屋城・名城公園
- テーマ：「歴史からの発見」[6]
- 面積：19ha[1]
- 入場者数：約372万人[1]

▲名古屋港会場
- 場所：港区名古屋港
- テーマ：「楽しさへの旅立ち」
- 面積：11ha[1]
- 入場者数：約393万人[1]

## パビリオン
映像技術を駆使した「空飛ぶ車」の冒険劇を上映し、270万人を集めたトヨタグループ館が最も人気を博した。
●白鳥会場
- テーマ館[7]
- ホワイトミュージアム（フジパングループ、中日新聞、東海テレビ）[7]
- NTTチャレンジ館[7]
- 光シアター（中部電力）[7]
- 三井・東芝館[7]
- 大型マルチ映像の松下館[7]
- 森村グループ「第III惑星館」[7]
- NEC C&Cパビリオン[7]
- 住友館[7]
- 三菱未来館[7]
- トヨタグループ館[7]
- 東邦ガス・ファンタジーワールド[7]
- インテリア館（カリモク・サンゲツ）[7]
- 富士通パビリオン 立体・CGシアター[7]
- 日立グループ館[7]
- メイテック・中日新聞・CBCパビリオン[7]
- あいち21世紀館[7]
- 夢集合Σ21（敷島製パン・マキタ・シヤチハタ・貝印他）[7]
- 外国館[7]
- しろとりステージ

■名古屋城会場
- 名鉄グループ「水のファンタジー宮殿」[8]
- ガウディの城（名古屋市・中日新聞・東海テレビ・東海ラジオ・名古屋タイムズ他、提供・松坂屋）[8]
- 創造工房 東海銀行館[8]
- からくりワンダーランド名古屋市館[8]
- 中部の匠館[8]
- パチンコ・パチスロおもしろデザイン館[8]
- リンナイ本丸ステージ

▲名古屋港会場
- ユニーグループ館「ビッ!くじら」[9]
- ときめきCITY館（愛知銀行・中京銀行）[9]
- JR東海リニアステーション[9]
- 日本車輛館「ロサンゼルススクエア」[9]
- デザインアイ・アリーナ 朝日・メニコン館[9]
- ポートギャラリー[9]
- ポートステージ

## 会場内輸送機関

### ポッカライナー
白鳥会場では、しろとり広場駅 - 日本庭園駅間を連絡するコンピュータ制御のミニモノレール「ビスタライナーVL-NE」が運行された。
- 6人乗り客車15両に、運転車と機械車を合わせた計17両連結で、4編成が泉陽興業で製造された[11]。
- 車両にはスポンサーロゴと博覧会ロゴが配され、鮮やかな色彩を纏った。
- 単線ループ構造で、両駅間を平均10km/hでゆっくりと遊覧走行した。
- 利用料金は1人500円
- 利用者数は62万5000人

## 世界デザイン会議名古屋
- 会期：1989年（平成元年）10月18日 - 21日[12]
- 主催：国際インダストリアルデザイン団体協議会（ICSID）
- 内容：国際インダストリアルデザイン団体協議会（ICSID）の総会を中核とする世界会議
- 参加者：46か国、3,764人（海外参加者857人）[13]
- 認定展示会：世界デザイン博覧会
- ネットワーク協賛：DEPO-NET/名古屋市、NTT協同運営
- （出典『世界デザイン博覧会 公式記録』p75～p78）

## 関連するテレビ番組
※全て1989年に放送。
| 放送日(曜日)時間           | 番組名                                                                                  | 放送局                                                                                            | 備考 |
| -------------------------- | --------------------------------------------------------------------------------------- | ------------------------------------------------------------------------------------------------- | --- |
| 6月24日(土) 12:00 - 12:54  | 世界のポスターがやってきた!「魅惑の世紀末」                                             | CBCテレビ                                                                                         | 世界デザイン博覧会で開催される「世界の秀作ポスター展」の見どころを伝える。 |
| 7月14日(金) 24:30 - 29:50  | デザイン博前夜祭・夏休み直前オールナイト生放送!                                         | CBCテレビ                                                                                         | 司会：小堀勝啓。 |
| 7月15日(土) 10:10 - 10:25  | 開幕!!世界デザイン博「見どころパビリオン全情報」                                        | 東海テレビ                                                                                        | |
| 7月15日(土) 13:00 - 13:55  | 夢発見!デザイン博が始まった                                                             | 中京テレビ・ 東海テレビ・ CBCテレビ・ 名古屋テレビ・ テレビ愛知・ 三重テレビ・ 岐阜放送、 7局共通 | 司会：福留功男、楠田枝里子。 その他出演：きくち教児、いんぐりもんぐり、オスマン・サンコン、夏木ゆたか、間下このみ、斉藤ゆう子、千葉おさむ。                                                                  |
| 7月15日(土) 18:10 - 18:40  | 中部ナウ （副題「これがデザイン博だ!」）                                                | NHK総合                                                                                           | |
| 7月15日(土) 26:30 - 29:30  | Club26 （副題「祝デ博!インタビュー20000キロ・あなたは名古屋をどれだけ知っていますか」） | 中京テレビ                                                                                        | |
| 7月16日(日)                | 楠田枝里子の名古屋デザイン博中継クイズ                                                  | フジテレビ                                                                                        | 『一億人のテレビ夢列島'89!タモリ・さんまの25時間全国縦断耐久マラソンクイズ』の一部として。 |
| 7月22日(土) 16:00 - 17:26  | 宇宙体験!ミールがデ博にやって来た                                                       | 東海テレビ                                                                                        | 司会：楠田枝里子ほか。 |
| 7月28日(金) 14:00 - 14:15  | デ博・あいち21世紀館                                                                    | テレビ愛知                                                                                        | |
| 7月29日(土) 13:00 - 13:55  | 青春ing～ミュージカル・バードに挑んだ若者たち                                           | 東海テレビ                                                                                        | 白鳥会場で公演のミュージカル『バード』のメイキング。 |
| 8月5日(土) 12:00 - 12:54   | 真夏の夢一夜「名古屋城・400年」                                                         | CBCテレビ                                                                                         | 7月22日に名古屋城会場で行なわれた同会場のシンボルイベント「真夏の夢一夜～名古屋城・400年」を中野良子が紹介。                                                                                                 |
| 8月5日(土) 13:05 - 14:20   | 世良公則公開ジャスト・サマー・ライブ                                                    | 東海テレビ                                                                                        | 7月29日に名古屋港会場ポートステージで行なわれた世良公則の野外スペシャル・ライブ。 |
| 8月12日(土) 14:00 - 14:54  | 白鳥になった娘たち「ミュージカルに賭けた青春の三百日」                                  | CBCテレビ                                                                                         | 白鳥会場のレギュラーイベントとして毎日上演したミュージカル『バード』出演者のオーディションから本番までを追う。                                                                                               |
| 8月12日(土) 15:00 - 15:55  | 杉本健吉の世界Ⅱ「童の如く・大陶壁画に挑む」                                             | 中京テレビ                                                                                        | 名古屋城会場に展示された、杉本健吉による大陶壁画の構想から完成までを追う。 |
| 8月13日(日) 14:00 - 15:24  | 世界デザイン博歌の夕べ「夢づくり・音楽の祭典」                                          | TBSテレビ・ CBCテレビ                                                                             | 出演：五木ひろし、早見優、五輪真弓、パティ・キム、蔣大為。 |
| 8月17日(木) 11:00 - 11:30  | これがデザイン博だ!                                                                     | CBCテレビ                                                                                         | |
| 8月19日(木) 26:20 - 28:50  | Club26（副題「世界デザイン博・ジャズフェスティバル」）                                  | 中京テレビ                                                                                        | 出演：山下洋輔、コンジェント・バモス・コムサンバ、ジャズ・ラブ・オーケストラ ほか。 |
| 8月25日(金) 24:30 - 25:54  | SUPER FUSION                                                                            | CBCテレビ                                                                                         | 初のジョイント・カシオペア＆Ｔスクェア 是方博邦 ～世界デザイン博・白鳥会場 |
| 8月26日(土) 14:00 - 14:55  | イカす老人天国                                                                          | 中京テレビ                                                                                        | 『24時間テレビ 「愛は地球を救う」』（日本テレビ系）の一部として、白鳥会場を含む6会場からの生中継により、各会場で老人の「元気度マッチ」を行なう。                                                             |
| 8月31日(木) 11:00 - 11:30  | これがデザイン博だ!                                                                     | CBCテレビ                                                                                         | |
| 9月2日(土) 13:05 - 14:20   | 音と光のロマン!妖精たちのファンタジー                                                   | 東海テレビ                                                                                        | 8月8日に行なわれた名古屋港会場のシンボルイベント「シーサウンズ・ファンタジア・イン・ナゴヤ」を紹介。 |
| 9月9日(土) 13:05 - 14:20   | この夏一番は誰じゃ!爆笑素人なんでもコンテスト                                           | 東海テレビ                                                                                        | 8月19日に名古屋港会場ポートステージで行なわれたバラエティ。出演：オール阪神・巨人、今いくよ・くるよ、宮川大助・花子。                                                                                        |
| 10月20日(金) 26:40 - 29:13 | 世界デザイン会議                                                                        | 中京テレビ                                                                                        | 出演：ピーター・ローレンス、伊奈輝三、西岡邦夫、佐伯進 ほか。 |
| 10月21日(土) 14:00 - 15:00 | 名フィル市民の夕べ                                                                      | 中京テレビ                                                                                        | 10月2日に白鳥センチュリープラザで行なわれた名古屋フィルハーモニー交響楽団のコンサート。ゲストは五輪真弓。 |
| 10月21日(土) 24:55 - 29:30 | 世界デザイン会議を終えて                                                                | 中京テレビ                                                                                        | 「第１部・時代はデザインになにを求めたのか」自動車モデルのデザインに見る時代 徳大寺有恒、清水国明、諸星和夫。 「第２部・かたちの新風景・デザインが描く21世紀」各分科会セッションディレクターからの討議報告。 |
| 11月3日(金) 09:30 - 10:30  | スーパーレディスロック                                                                  | 名古屋テレビ                                                                                      | 9月16日に白鳥会場で行なわれた女性アーティストのロックライブ。出演：森高千里、GO-BANG'S。 |
| 11月10日(金) 11:00 - 11:30 | 私の日本発見                                                                            | CBCテレビ                                                                                         | 11月3日に名古屋城会場リンナイ本丸ステージで行なわれた「第8回外国人による日本語スピーチコンテスト」を紹介。                                                                                                   |

## その他

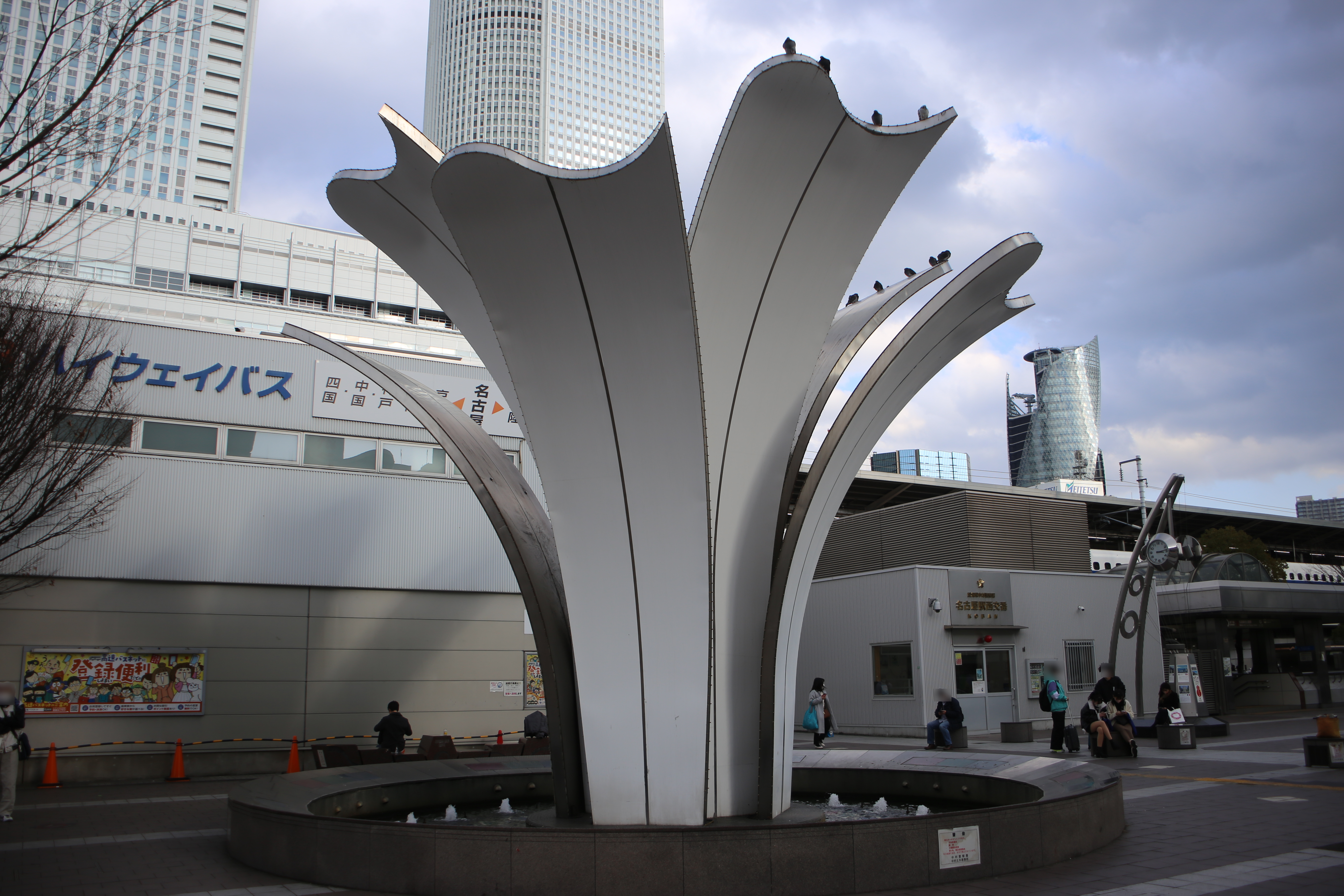
撤去以前のゆりの噴水

- テーマ曲は愛知県出身の斉藤さおりによる『DREAMES COME TRUE 〜この街のどこかで〜』[35]。開場公開時間は9時30分 - 18時だったが、夏休み期間中（7月21日 - 8月31日）は閉場時間が21時までに延長された。
- 開催期間中は『DESIGN EXPO '89 スタンプラリー』が行われた。完走者には全員に、ファッションテレビ（1等）・カメラ（2等）・名古屋上空の遊覧飛行券3名分（3等）・ディレクターチェア（4等）・遊園地入園券他いずれか1点（5等）、消しゴム鉛筆他（6等）が贈られた。
- 開催前に、パソコン通信 DEPO-NETを名古屋市が、NTTの協力を得て立ち上げた。NHK-FMのラジオ番組のリクエストを受け付けるコーナーがあった。リクエストには、中津川フォークジャンボリーで人気を集めたはっぴいえんどはじめ、地元関連の曲もあった。
- 当博覧会開催6日前にあたる7月9日には、JR東海、名古屋鉄道、名古屋市営地下鉄の金山駅（東海道本線には金山駅ホームを新規設置、名鉄のみ金山橋駅から改称）を統合した金山総合駅が開業した。開催に前後して、JRは311系や211系5000番台、名鉄は1000系や6500・6800系、名古屋市営地下鉄は2000形電車などを投入している。
  - 会期中は一部の特急「しらさぎ」・「ひだ」急行「のりくら」の金山駅延長、一部の特急「しなの」の金山駅停車が行われた[36]。
- 名古屋駅西側駅前広場に設置されているモニュメント「希望」（通称:ゆりの噴水）は博覧会を記念し、1989年7月に設置された[37][38]。高さは7mで名古屋市の花であるユリの花びらをイメージしたものとなっている[38]。しかし、リニア中央新幹線開業に向けた駅前広場の再開発により、2023年3月20日までに撤去された[38]。